# ジル・グランジェ
ジル・グランジェ (Gilles Grangier, 1911年5月5日 - 1996年4月27日)は、フランスの 映画監督、脚本家。

## 来歴
グランジェは1943年から1985年の間に55本の映画とテレビシリーズを監督しました。グランジュの映画 『放浪者アルシメード』Archimède le clochard が第 9 回ベルリン国際映画祭 に出品され、ジャン・ギャバン が 銀熊賞 を受賞しました。 グランジュは1945年から2001年の間にフランスの興行収入で最も成功した映画監督でした。

## 主な監督作品
- Trente et Quarante (1945)
- The Black Cavalier (1945)
- Lessons in Conduct (1946)
- Woman Without a Past (1948)
- 『わらの恋人』The Straw Lover (1951)
- L'Amour, Madame (1952)
- Faites-moi confiance (1954)
- Poisson d'avril (1954)
- 『地獄の高速道路（ハイウェイ）』Gas-oil（フランス語版） (1955)
- Spring, Autumn and Love (1955)
- 『駆けおち』Le Sang à la tête（フランス語版） (1956)
- 『赤い灯をつけるな』Le rouge est mis (1957)
- 『恐怖の三日間』Three Days to Live (1957)
- 『黒の運び屋』Échec au porteur（） (1958)
- 『夜の放蕩者』Le désordre et la nuit (1958)
- 『殺しの招待状』125, rue Montmartre（） (1959)
- 『放浪者アルシメード』Archimède le clochard (1959)
- The Old Guard (1960)
- 『エプソムの紳士』Le Gentleman d'Epsom (1962)
- 『フェルナンデル、ブールヴィルのバター料理騒動』La Cuisine au Beurre (1963)
- The Trip to Biarritz (1963)
- 『メグレ赤い灯を見る』Maigret Sees Red (1963)
- L'Âge ingrat (1964)
- 『大貴族』Les Bons Vivants (1965)
- Train d'enfer (1965)
- Quentin Durward (1971, TV series)